# يولاندا مور
يولاندا مور (بالإنجليزية: Yolanda Moore)‏ مواليد 1 يوليو 1974 في بورت جيبسون، هي لاعبة كرة سلة أمريكية سابقة أصبحت مدربة. بدأت مسيرتها الاحترافية في سنة 1997. تم اختيارها من قبل فريق أورلاندو ميريكل خلال الدرافت. يبلغ طولها 6 قدم 0 بوصة (1.8 م). اعتزلت اللعب في 2001. فازت بلقب دوري المحترفات. لعبت مع هيوستن كومتز وأورلاندو ميريكل في الاتحاد الوطني لكرة السلة النسائية.

## روابط خارجية
- يولاندا مور على موقع الاتحاد الوطني لكرة السلة النسائية (الإنجليزية)
- يولاندا مور على موقع كلية كرة السلة في سبورتس رفرنس.كوم (الإنجليزية)
- يولاندا مور على موقع بروبوليرز (الإنجليزية)
- يولاندا مور على موقع سبورتس رفرنس (الإنجليزية)
- يولاندا مور على موقع كلية كرة السلة في سبورتس رفرنس.كوم (الإنجليزية)